# Chardonneret danois
Pour les articles homonymes, voir Chardonneret.
Le Chardonneret danois (en danois : Sølvsvabere) est une race de pigeon domestique. Pigeon appartenant au groupe des pigeons de couleur, il est élevé comme oiseau d'exposition.

## Présentation
La race se développe en Europe au début du XIXe siècle à partir de l’Étourneau, un pigeon de couleur originaire d'Allemagne. Elle est importée au Danemark vers 1840. C'est un oiseau de petite taille, à la silhouette compacte, pouvant peser jusqu'à 380 g. Développé pour son apparence, il a également une bonne capacité de vol,,.

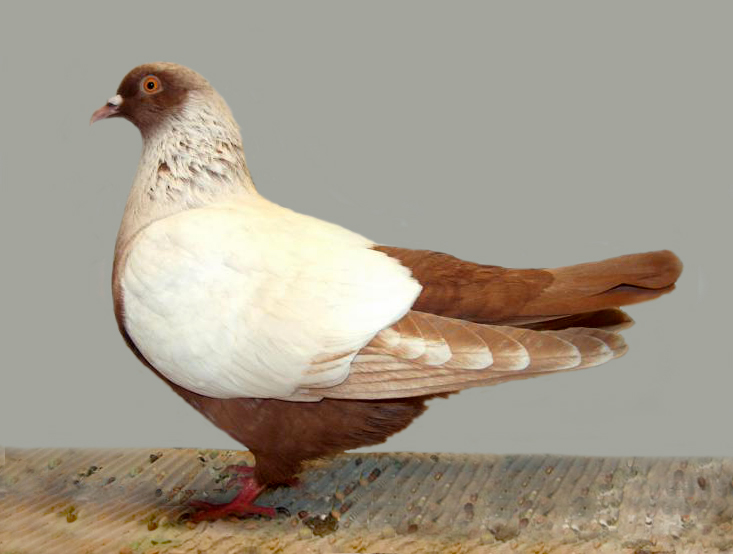